# Người Mansi
Người Mansi (tiếng Mansi: Мāньси / Мāньси мāхум, Mansi / Mansi māhum, IPA: [Mansi, Mansi maːxʊm]) là dân tộc bản địa thuộc phân nhóm Ugria trong nhóm Các dân tộc Phần Lan-Ugria, sinh sống tại Khantia-Mansia, một khu tự trị trong tỉnh Tyumen ở vùng Ural - Siberia thuộc Liên bang Nga.
Người Mansi có tổng dân số cỡ 12,3 ngàn theo Russian Census 2010, và 13 ngàn theo Joshua Project năm 2019.
Người Mansi trước đây được gọi là Vogul. Cùng với người Khanty, người Mansi được đại diện chính trị bởi "Hiệp hội Cứu Yugra", một tổ chức được thành lập thời Perestroika cuối những năm 1980, và là một trong những hiệp hội bản địa khu vực đầu tiên ở Nga.
Người Mansi nói tiếng Mansi. Tại Khantia-Mansia, tiếng Mansi và tiếng Khanty có địa vị đồng chính thức với tiếng Nga. Các ngôn ngữ này thuộc phân Nhóm ngôn ngữ Ugria của nhóm ngôn ngữ Phần Lan-Ugria trong ngữ hệ Ural.